# Ubaldino Peruzzi
Ubaldino Peruzzi (Firenze, 1822. április 2. – Firenze, 1891. szeptember 9.) olasz államférfi.

## Életútja

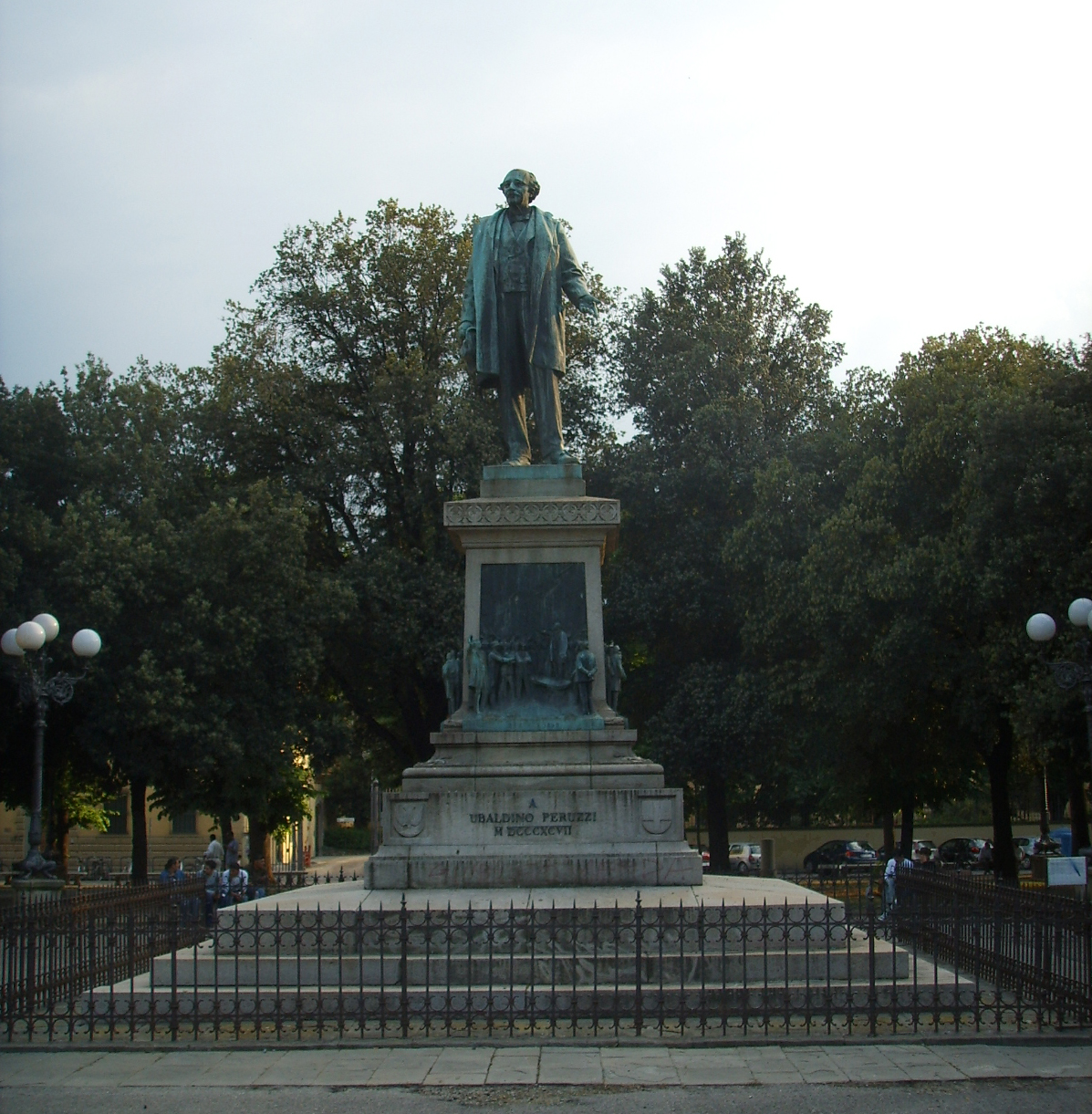
Ubaldino Peruzzi szobra Firenzében

Régi firenzei nemzetség sarja. Jogi tanulmányait Sienában végezte, mire aztán a párizsi École des mines és a freiburgi bányászati akadémia hallgatója lett. Több évi utazás után 1848-ban a Guerrazzi-Montanelli minisztérium alatt Firenze gonfaloniereje (polgármestere) lett. Mint az alkotmányos pártnak tagja, állását 1850-ben elvesztette; de éppen ennek folytán a szabadelvű hazafiak ünnepelt vezére lett. 1859. április végén az akkor megalakult ideiglenes kormány tagja, azután pedig a toscanini Consulta alelnökének választották. Toszkána bekebelezése után (1860) Firenzét képviselte az olasz parlamentben. Cavour 1861-ben a közmunkák miniszterévé tette, mely állását a Ricasoli-kabinetben is megtartotta; 1862 márciusában pedig belügyminiszter lett. 1877-ben megválasztották Firenze gondalonierejévé, mely állást azonban, midőn a város 1878-ban fizetésképtelenné vált, letette.